# Villena Club de Fútbol
El Villena Club de Fútbol es un equipo de fútbol de la ciudad de Villena, en la provincia de Alicante, España. El pionero del fútbol en Villena fue el Villena F. C. fundado en 1920.
Histórico desde 1970
https://www.futbol-regional.es/equipo.php?11855

## Antecedentes
El Villena F.C. (1920-1970)
El primer club de la localidad de Villena fue fundado en el año 1920 bajo el nombre de Villena FC (desde 1941 llamado Villena CF). Inició su andadura como club en los patios del colegio salesiano. En 1924 se traslada al campo de "El Grec". Posteriormente, en los años 30 el Villena CF juega en el campo "El Rubial". En 1946 se inaugura el campo "La Celada". En 1949 consiguen su primer ascenso a tercera división, categoría en la que pertenecieron durante 6 temporadas consecutivas. Destaca la temporada 1951/1952, cuando el equipo logró ser subcampeón del grupo V de la 3.ª división española. Fue en la temporada 1963/1964 se traslada al actual campo "La Solana". Subsistió como tal hasta que una crisis provocó su disolución en el año 1970. 
El C.D. Villena (1970-2004)
En ese momento se fundó el CD Villena, como sustituto del mismo, y que compartía los mismos colores y escudo. Los años como Club Deportivo fueron más laureados que la época anterior, ya que consiguieron mantenerse en 3.ª durante 14 temporadas. Se produjo el mayor llenazo en junio de 1974, ganando 2-0 frente al CD Alcoyano, consiguiendo ascender a 3.ª división de nuevo. El CD  Villena desaparece en 2004 al fusionarse con el Peña Villenense.
El actual Villena C.F. (2005-...)
En el año 2004 el CD Villena había desaparecido, y en la temporada 2005/06 tuvo lugar el nacimiento de un nuevo club, el Villena CF, que es el actual.

## Trayectoria de los clubs de Villena a lo largo de la historia
Temporadas en tercera división:
- Villena CF: 6 (1949/50, 1950/51, 1951/52, 1952/53, 1953/54, 1954/55).
- CD Villena: 14 (1974/75, 1975/76, 1976/77, 1977/78, 1978/79, 1979/80, 1980/81, 1984/85, 1985/86, 1991/92, 1992/93, 1993/94, 1994/95, 1995/96).

- Mejor puesto en Tercera División: 2º (subcampeón) 1951/52 (el Villena CF antiguo).

## Estadio
Disputa sus encuentros en el campo de fútbol de La Solana, en Villena. El terreno de juego consta de césped, luz artificial, una tribuna cubierta, graderío lateral y graderío fondo norte y sur con capacidad para unos 4000 espectadores. El estadio fue inaugurado hace más de 50 años.

## Uniforme
El uniforme oficial del Villena CF consta de camiseta azul, pantalón blanco y medias azules. El uniforme alternativo varía cada temporada.